# 陸一鵬 (嘉靖進士)
陸一鵬（1522年—？），字應程，號南溟，浙江紹興府餘姚縣人，明朝政治人物。

## 生平
己酉科（1549年）浙江鄉試第五十七名。嘉靖三十五年（1556年）丙辰科進士。吏部观政，授刑部主事，四十一年升员外、郎中，四十二年升福建汀州府知府，隆慶元年（1567年）调廣西梧州府知府。五年二月升两淮都转运盐使司运使，万历初降河東盐运司同知。

## 家族
曾祖父陸端；祖父陸懷；父陸鐩，曾任縣丞、贈刑部主事。母諸氏，贈安人。兄一龙、一鹤、弟一凤。